# Analogue Bubblebath 5
Analogue Bubblebath 5  - неизданный EP британского исполнителя электронного музыканта Ричарда Дэвида Джеймса под псевдонимом AFX. Пластинка была записана в 1995 году и состояла из девяти безымянных треков и предназначалась для выпуска на собственном лейбле Джеймса Rephlex Records в качестве пятой части его серии Analogue Bubblebath.Однако Джеймс решил, что она не соответствует другим пластинкам серии, из-за чего она не прошла тестовый тираж ,выпустив всего 20 копий пластинки

## Выпуск
В январе 2005 года Rephlex начала рассылать переплетные издания Analord 10. Из-за проблем на этапе производства и отправки около 20 покупателей не получили свои посылки.Rephlex отправила вторую партию в июне 2005 года тем, кто не получил свой заказ. Эта вторая партия включала бесплатную копию Analogue Bubblebath 5 в качестве компенсации 
На пустых белых этикетках пластинки не напечатано никакой информации, однако на некоторых экземплярах есть надпись и обведенный кружком номер «AB5». Матричный номер «CAT 034» был выгравирован на выходных канавках пластинки.Трек 9, он же Cuckoo, был выпущен на предыдущей части серии - Analogue Bubblebath 4, однако в альбоме он не имеет названия. Позже Джеймс загрузил альтернативный микс трека 2 на SoundCloud под названием 21 Hapshifter1

## Трек лист
| №                   | Название            | Длительность |
| ------------------- | ------------------- | ------------ |
| 1.                  | «Без названия»      | 9:08         |
| 2.                  | «Без названия»      | 5:57         |
| 3.                  | «Без названия»      | 0:31         |
| 4.                  | «Без названия»      | 4:21         |
| 5.                  | «Без названия»      | 6:36         |
| 6.                  | «Без названия»      | 6:15         |
| 7.                  | «Без названия»      | 4:50         |
| 8.                  | «Без названия»      | 6:51         |
| 9.                  | «Без названия»      | 6:04         |
| Общая длительность: | Общая длительность: | 44:58        |

1. ↑  The most expensive dance floor records ever sold on Discogs · Feature ⟋ RA (англ.). Resident Advisor. Дата обращения: 6 апреля 2025.
2. ↑  Camp, Zoe. Ultra-Rare Aphex Twin Test Pressings Surface on eBay (амер. англ.). Pitchfork (17 июня 2014). Дата обращения: 6 апреля 2025.
3. ↑  Nguyen, Dean Van. Rare test pressing of Aphex Twin record for sale on eBay (брит. англ.). NME (11 декабря 2014). Дата обращения: 6 апреля 2025.
4. ↑  News I By FactTwo more rare Aphex Twin test pressings up for auction.